# Lilja (Vorname)
Lilja ist ein weiblicher Vorname.

## Herkunft und Varianten
Der Name wird vor allem im Finnischen und Isländischen verwendet und ist verwandt mit Lily.
Eine weitere finnische Variante ist Lilli.
In anderen Sprachen lautet der Name Liliya/Lilyana (bulgarisch), Ljiljana/Ljilja (kroatisch), Lilly (dänisch), Lilian/Lillia/Lillian/Lily/Leanna/Liana/Liliana/Lilianna/Lilliana/Lillie/Lilly (englisch), Lili/Liliane/Lilianne(französisch), Lili/Lilli (deutsch), Lili/Liliána/Lilien (ungarisch), Líle (irisch), Lilia/Liliana/Liana (italienisch), Lilija (lettisch), Lilija (litauisch), Liljana (mazedonisch), Lilly (norwegisch), Liliana/Lilianna (polnisch), Liliana/Liana/Lílian (portugiesisch), Liliana/Liana (rumänisch), Lilia/Liliya/Lilya (russisch), Lileas/Lilias/Lillias (schottisch), Ljiljana/Ljilja (serbisch), Lilijana (slowenisch), Lilia/Liliana (spanisch), Lilly (schwedisch), Lilia/Liliya/Lilya (ukrainisch).

## Bekannte Namensträgerinnen
- Lilja Dögg Alfreðsdóttir (* 1973), isländische Volkswirtschaftlerin und Politikerin
- Lilja Jurjewna Brik (1891–1978), sowjetische Regisseurin und Bildhauerin
- Guðfríður Lilja Grétarsdóttir (* 1972), isländische Politikerin
- Lilja Kedrowa (1909–2000), russische Schauspielerin
- Lilja Löffler (* 1981), deutsche Schauspielerin
- Lilja Mósesdóttir (* 1961k), isländische Politikerin
- Lilja Rafney Magnúsdóttir (* 1957), isländische Politikerin
- Lilja Rupprecht (* 1984), deutsche Theaterregisseurin
- Lilja Sigurðardóttir (* 1972), isländische Autorin von Kriminalromanen
- Lilja Nótt Þórarinsdóttir (* 1979), isländische Schauspielerin
- Lilja van der Zwaag (* 1995), deutsche Schauspielerin